# Zwartsnavelkakelaar
De zwartsnavelkakelaar (Phoeniculus somaliensis) is een vogel uit de familie boomhoppen (Phoeniculidae).

## Verspreiding en leefgebied
Deze soort komt voor in het oosten van Afrika en telt drie ondersoorten:
- P. s. abyssinicus: noordelijk Ethiopië en Eritrea.
- P. s. somaliensis: zuidoostelijk Ethiopië, zuidwestelijk Somalië en noordoostelijk Kenia.
- P. s. neglectus: centraal en zuidwestelijk Ethiopië.